# Segelfluggelände Żar

i7
i11
i13
Der Segelflugplatz Żar (polnisch Lotnisko Żar, ICAO-Code: EPZR) ist Segelfluggelände der Flugschule Górska Szkoła Szybowcowa „Żar” beim Dorf Międzybrodzie Żywieckie der Landgemeinde Czernichów im Powiat Żywiecki in Polen. Es liegt etwa 9 Kilometer in östlicher Richtung von Bielsko-Biała und 12 Kilometer nördlich von Żywiec entfernt.
Das Fluggelände besitzt zwei Graspisten mit 390 m und 310 m Länge. Da deren Neigung am Fuß des Berg Żar 12 bzw. 5 Grad beträgt, kann nur in westlicher Richtung gestartet werden. Landungen erfolgen in östlicher Richtung entgegen der Hangneigung. Die Lage in den Kleinen Beskiden ermöglicht bei besonderen Wetterlagen Segelflug in der Leewelle. Der Platz wurde von 1935 bis 1936 angelegt und ermöglichte damals Starts mit dem Gummiseil.